# Kamasi Washington
    Kamasi Washington (Los Angeles, 1981 –) amerikai jazzszaxofonos.

## Pályafutása
A Los Angelesi „Academy of Music of Alexander Hamilton High School in Beverlywood”-on érettségizett, majd beiratkozott az „UCLA's Department of Ethnomusicology”-ra.
Olyan oktatóival játszott együtt, mint Kenny Burrell, Gerald Wilson, Billy Higgins, Cameron Graves. 2004-ben jelentették meg „Young Jazz Giants” című debütáló albumukat.
Később Washington sokféle zenészekkel játszott együtt, mint Wayne Shorter, Herbie Hancock, Horace Tapscott, Lauryn Hill, Nas, Snoop Dogg, George Duke, Chaka Khan, Flying Lotus, Mike Muir, Francisco Aguabella, St. Vincent, a Pan Afrikaan People's Orchestra, Raphael Saadiq.

## Stúdióalbumok
- 2004: Young Jazz Giants & Cameron Graves, Stephen Bruner, Ronald Bruner Jr.
- 2005: Live at 5th Street Dick's
- 2007: The Proclamation
- 2008: Light of the World
- 2015: The Epic
- 2017: Harmony of Difference
- 2018: Heaven and Earth
- 2024: Fearless Movement

## Díjak
- 1999: John Coltrane Music Competition
- 2015: Worldwide Winners
- 2015: NAACP Image Awards
- 2018, 2019: Libera Awards
- 2021: Grammy-díj jelölés (Best Score Soundtrack for Visual Media: „Becoming”)

## Filmek
Washington a Homeland utolsó epizódjában szerepel, amint éppen élő show-t ad elő.